# Tamer Ay
Pour les articles homonymes, voir Tamer.
Tamer Ay, né le 20 novembre 1980 à Zile, est un footballeur turc international de beach soccer.

## Biographie
En 2012, Tamer est champion de Turquie avec Besiktas.

## Palmarès
- Co-meilleur joueur de l'Euro Beach Soccer League en 2002

- Besiktas JK
  - Champion de Turquie en 2012